# Mecodema oconnori
Mecodema oconnori es una especie de escarabajo del género Mecodema, familia Carabidae. Fue descrita científicamente por Broun en 1912.
Esta especie se encuentra en Nueva Zelanda.
Su longitud es 29–34 mm, ancho pronotal de 7,9–10,4 mm y elitral de 9,3–11,7 mm. El color de la cabeza y el pronoto son negro brillante, élitros negro mate, la superficie ventral varía de marrón rojizo oscuro a negro, incluidas las patas (puede ser de un rojo más oscuro).